# Université de Californie à Irvine
L'université de Californie à Irvine (University of California, Irvine ; communément appelée UC Irvine) est un campus de l'université de Californie fondé en 1965, situé à Irvine. Le campus est à 64 kilomètres (40 miles) de Los Angeles.
Le nom de l'université est un hommage à la Irvine Company qui lui a donné 4 km2 et vendu 2 km2 en 1959. En 1971, l'université de Californie et la Irvine Company décidèrent de créer une ville autour de l'université. Cette ville deviendra la municipalité d'Irvine.
Au centre du comté d'Orange, UC Irvine dessert les cinq régions les plus peuplées des États-Unis. UCI gère par ailleurs le UC Irvine Health Sciences system et son UC Medical Center à Orange, l'arboretum de l'université, et une part de la  réserve naturelle de l'université de Californie.

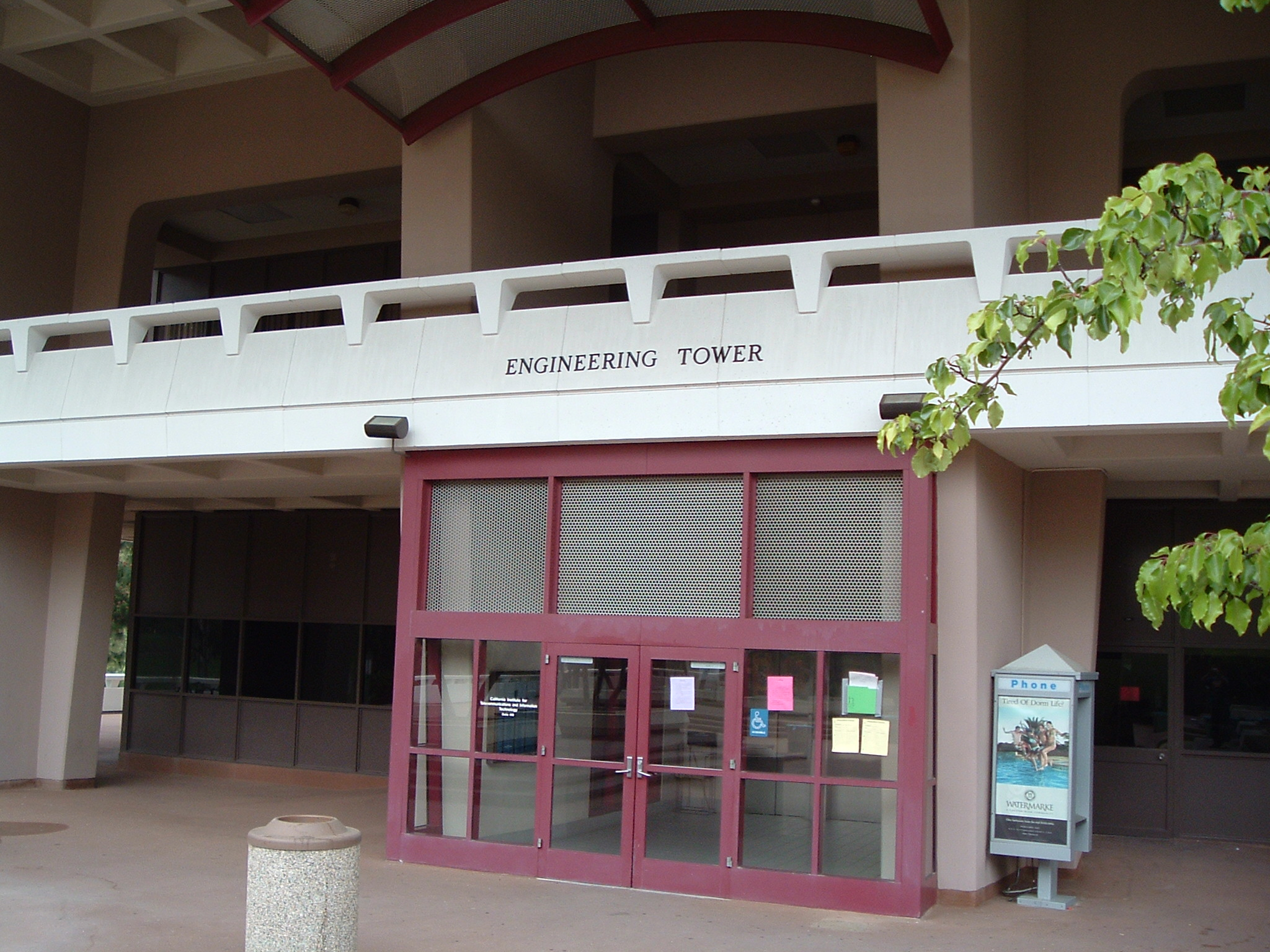
Entrée de lEngineering Tower.

## Formation
Les différentes unités de formation de UC Irvine sont organisées en « écoles ». L'université compte dix écoles pour undergraduate et deux écoles pour graduate, un département et un champ d'études interdisciplinaires, le  College of Health Sciences, fondé en 2004, et l'unité de formation la plus récente. Le 16 novembre 2006, le recteur de l'université de Californie a autorisé la création d'une école de droit, censée ouvrir pour l'automne 2009.
Unités de formation :
- Claire Trevor School of the Arts

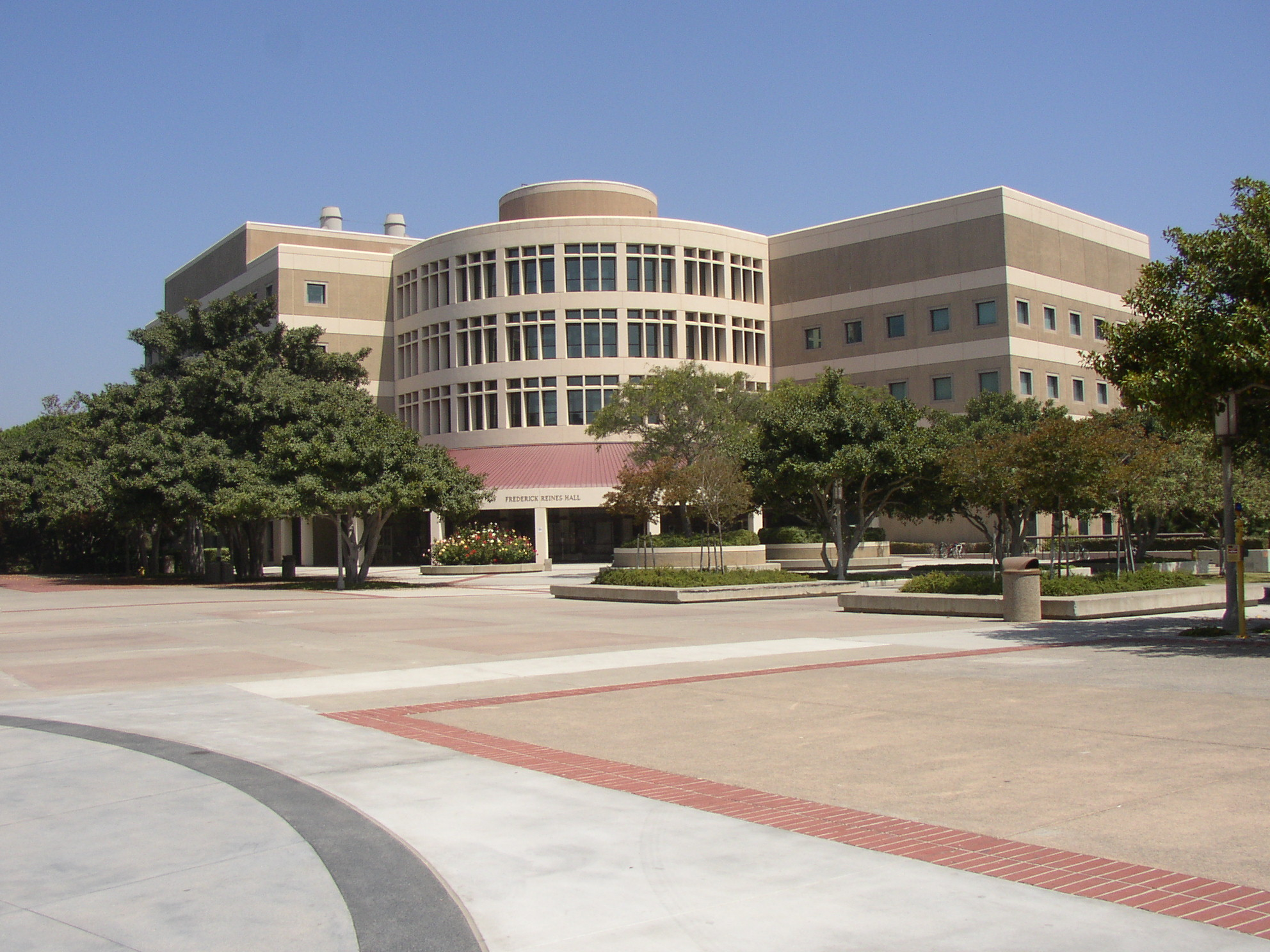
Frederick Reines Hall dans l'école de sciences physiques, nommé d'après l'un des trois membres de la faculté d'UCI ayant reçu un prix Nobel.

- Francisco J. Ayala School of Biological Sciences
- Paul Merage School of Business
- School of Education
- Henry Samueli School of Engineering
- College of Health Sciences
- School of Humanities
- Donald Bren School of Information and Computer Sciences (en)
- Interdisciplinary Studies
- School of Law
- School of Medicine
- Program in Nursing Science
- School of Physical Sciences
- Program in Public Health
- School of Social Ecology
- School of Social Sciences
- Summer Session
- UC Irvine Extension

### Recherche

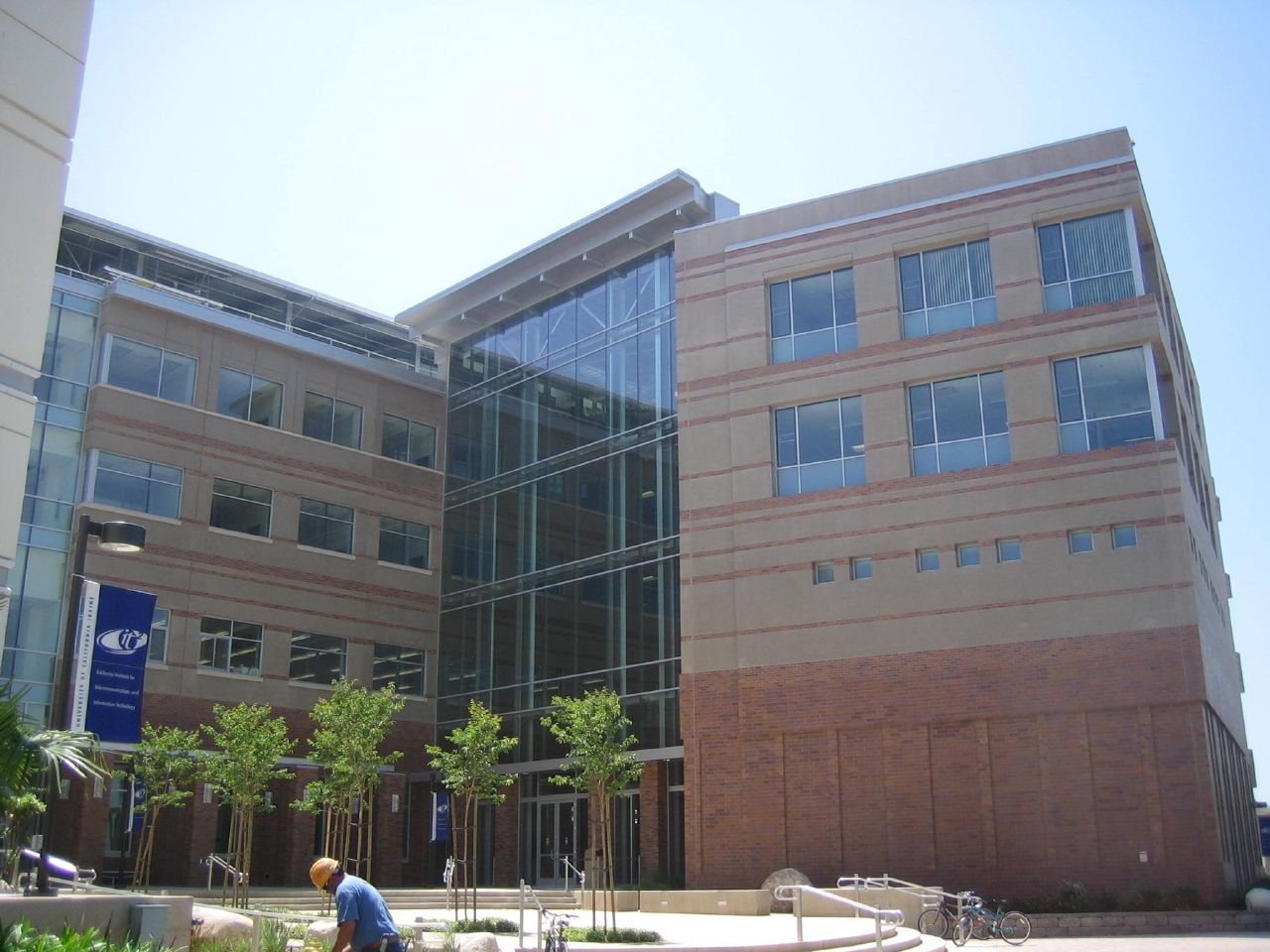
Calit2, UCI.

Pour compléter sa mission de recherche universitaire, l'UCI accueille un large éventail de centres de recherche, certains reconnus au niveau national ou international. Ces organisations sont soit dirigées par UC Irvine, soit composées d'enseignants et d'étudiants undergraduate et graduate de l'université. Certaines sont logés dans les bâtiments de l'université, d'autres sont dans leurs propres bâtiments, sur le campus. Parmi les plus prolifiques en termes d'innovations et de brevets, on compte :
- Beckman Laser Institute
- California Institute for Telecommunications and Information Technology (Calit2)
- Center for Complex Biological Systems (CCBS)
- Center for Global Peace and Conflict Studies
- Center for Machine Learning and Data Mining (CML)
- Center for Unconventional Security Affairs
- Chao Family Comprehensive Cancer Center
- Institute for Genomics and Bioinformatics (IGB)
- National Fuel Cell Research Center
- Reeve-Irvine Research Center
- Center for the Study of Democracy
- Center for Health Policy Research

En 2008, l'université a reçu un don de 1 999 994 $ de la Fondation Donald W.Reynolds afin de bâtir une fondation dans laquelle les ministères se sont engagés au développement et la mise en œuvre de l'enseignement de la gériatrie dans leur premier cycle et des études supérieures de leur formation.

### Classements
Beaucoup de programmes de UCI ont été classés dans le top 50 du classement US News & World Report :
Théorie et critique littéraire (2), criminologie (4), sciences neurologique du comportement (5), écriture d'invention (6), gestion des soins (9), chimie organique (9), systèmes d'information (11), théâtre et comédie (12), littérature du tiers-monde (12), psychologie cognitive (13), Anglais (16), psychologie, neurobiologie et comportement (16), chimie (18), Psychologie expérimentale (19), genres et littérature (19), M.B.A exécutif (20), biologie cellulaire (21), littérature des XIXe et XXe siècles (22), psychologie - science cognitive (22), sociologie (27), ingénierie aérospatiale (29), sciences informatiques (29), physique (29), génie mécanique (30), génie civil (31), sciences naturelles (32), histoire (32), génie de l'environnement (34), arts (34), sciences politiques (35), business (38), génie biomédical (40), ingénierie (41), médecine (41), sciences des matériaux (45), mathématiques (47), psychologie et comportement social (47), économie (48), génie électrique (49)
Des auteurs tels que Richard Ford, Michael Chabon, et Alice Sebold ont obtenu le diplôme de Master of Fine Arts en écriture d'invention a l'UCI. Le programme de Philosophie a été classé dix-septième du monde anglophone par le Philosophical Gourmet Report, tandis que le Chemical and Engineering News classé UCI cinquième (ex æquo avec, par exemple, l'université Harvard) pour les diplômes de doctorat en chimie. Le Wall Street Journal classe la Paul Merage School of Business quatrième aux États-Unis en technologies de l'information.
Trois membres de facultés ont été mis en nomination pour la National Medal of Science. D'autre part, trois chercheurs des facultés de UCI ont reçu le prix Nobel : Frank Sherwood Rowland (Chimie, 1995), Frederick Reines (Physique, 1995), and Irwin Rose (Chimie, 2004)
F. Sherwood Roland est connu pour avoir contribué à la découverte de l'impact négatif des CFCs sur la couche d'ozone. Irwin Rose a reçu son Prix Nobel pour ses travaux sur les protéines biologiques, quant à Frederick Reines, son prix Nobel lui a été attribué pour ses travaux sur la découverte des neutrinos.
UCI a été la première université publique à avoir deux lauréats aux prix Nobel (Rowland et Reines), qui reçurent leur prix la même année.

### Admissions
UC Irvine est considéré par le US News et le Princeton Review comme « la plus sélective » en termes d'admission d'université aux États-Unis. Elle est la quatrième université de Californie la plus sélective, en se fiant au ratio nombre d'admis/ nombre de candidats, derrière UC Berkeley, UCLA, et UC San Diego).
L'admission à l'université est fondée sur la méthode de classement des Universités de Californie. Elle prend en compte la situation personnelle du candidat, l'implication dans la communauté, les activités extra-scolaires et le potentiel académique, ajouté aux traditionnelles notes de high school, et les scores aux examens d'entrées. Le lieu d'habitation n'est pas un facteur d'admission, mais joue sur le prix de l'université, les étudiants habitant hors de la Californie payant moins que les Californiens. La loi californienne interdit à UC Irvine de pratiquer la discrimination positive dans son processus d'admission.
En 2008, 20 587 candidats sur les 42 429 postulants sont admis, (soit 48,5 %).
Les formations les plus populaires pour les premières années sont l'école de sciences naturelles (16,0 %), les Sciences Sociales (15,9 %), Ingénierie (14,5 %), Sciences physiques (7,6 %), Humanités (7,3 %), Arts (4,5 %), Sciences de l'informatique (3,7 %), Écologie (3,5 %), Médecine (1,9 %). Le GPA moyen parmi les premières années est de 3.95. Le score moyen au SAT I est 594 ( Lecture), 639 (Mathématiques) et 606 ( Écriture), et le score moyen au ACT Composite est de 26.

## Personnalités liées à l'université

### Professeurs
- Panagióta Daskalopoúlou, professeure de mathématiques
- Ellen Broidy, enseignante au département d'études féminines et ancienne étudiante de l'université

### Étudiants
- Michael Chabon, Prix Pulitzer 2001.
- Yusef Komunyakaa, écrivain, prix Pulitzer de la poésie, 1994.
- Frederick Reines, prix Nobel de physique de 1995.
- Frank Sherwood Rowland, prix Nobel de chimie de 1995.
- Nayomi Munaweera, écrivaine srilankaise.
- Kim Witte, psychologue.
- Ellen Broidy, historienne et militante LGBT de la première heure.

## Culture populaire
Les bâtiments de Middle Earth, un des complexes résidentiels du campus, ont été nommés d'après des lieux et des personnages du roman Le Seigneur des anneaux de J. R. R. Tolkien.[réf. nécessaire]